# Tylonycteris pygmaeus
Tylonycteris pygmaeus — вид родини лиликових.

## Середовище проживання
Мешкає в Південно-Західному Китаї. 

## Морфологія
Вид близько 4 см в довжину і вагою від 2,6 до 3,5 грамів.  